# Oenemastate
Oenemastate is een stins in Heerenveen gebouwd in 1640 in opdracht van grietman Amelius van Oenema (1627-1647).
Het gebouw werd later bewoond door de familie Sirtema van Grovestins uit Engelum, waar de 'Grouwe Stens' stond. Vervolgens kwam de state door een huwelijk in het bezit van Van Haren. Willem van Haren, de voormalige naamgever van het museum, groeide hier op. Het gebouw werd voor 8000 guldens verkocht en werd in 1828 grietenijhuis en later gemeentehuis van Schoterland. In 1876 vond een grote verbouwing plaats, die door timmerman Willem de Graaf voor 22.000 gulden werd uitgevoerd.
In 1934 werd het bouwwerk gemeentehuis van de nieuwe gemeente Heerenveen, die het in 1951 aan het Rijk verkocht.
Het was korte tijd kantongerecht. Deze functie werd overgenomen van de andere stins in Heerenveen, de nabijgelegen Crackstate. In 1966, na een opdracht van de Rijksgebouwendienst in 1963, werd het pand gerestaureerd en verbouwd tot belastingkantoor. Na nieuwbouw van een belastingkantoor verkocht het Rijk Oenemastate en werd het gebouw particulier bezit. Het is nu een grand-café-hotel.

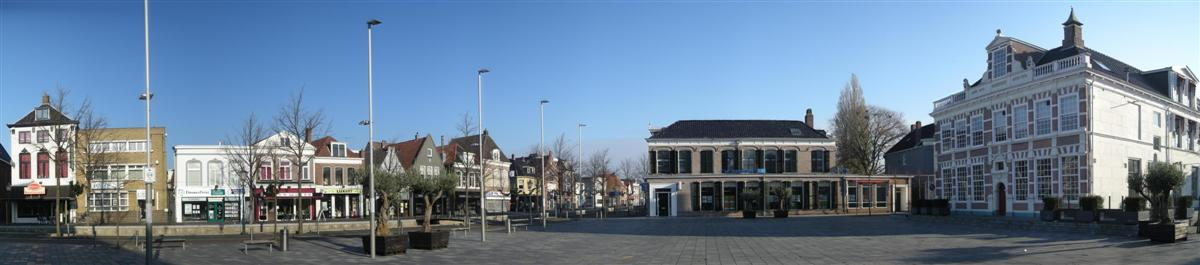
Gemeenteplein met links de Lindegracht en rechts Oenemastate.